# Důl Jindřich (Moravská Ostrava)
Důl Jindřich (Heinrich schacht) byl černouhelný hlubinný důl, který se nacházel v centru Moravské Ostravy, dnes jej připomíná jámová budova s těžní věží u východní strany Nádražní ulice poblíž křižovatky ulice 30. dubna. Důl patřil mezi doly Severní dráhy Ferdinandovy (SDF) v Ostravě.

## Historie

### Kutací práce
V budoucím důlním poli Jindřich prováděla před založením dolu činnost C. k. kutací a vrtební komise, zastupující Vysoký montánní erár (Rakouský stát), vyhledáváním uhelných slojí pomocí hloubení kutacích jam. Výnosem ministerstva financí z roku 1842 bylo na Ostravsku přikázáno zahájit pokusné kutací práce, následně získat potřebná důlní pole a zahájit těžbu. Na základě udělení kutací koncese bylo 2. listopadu 1846 započato s hloubením kutací jámy č. X, nazvané podle stejnojmenného kutacího okrsku.
Od roku 1848 byla prováděna přestavba jámy kutací na důlní víceúčelovou jámu. V roce 1853 byla zahájena přestavba kutací jámy na hlubinný důl č. X.

### Historie dolu Jindřich

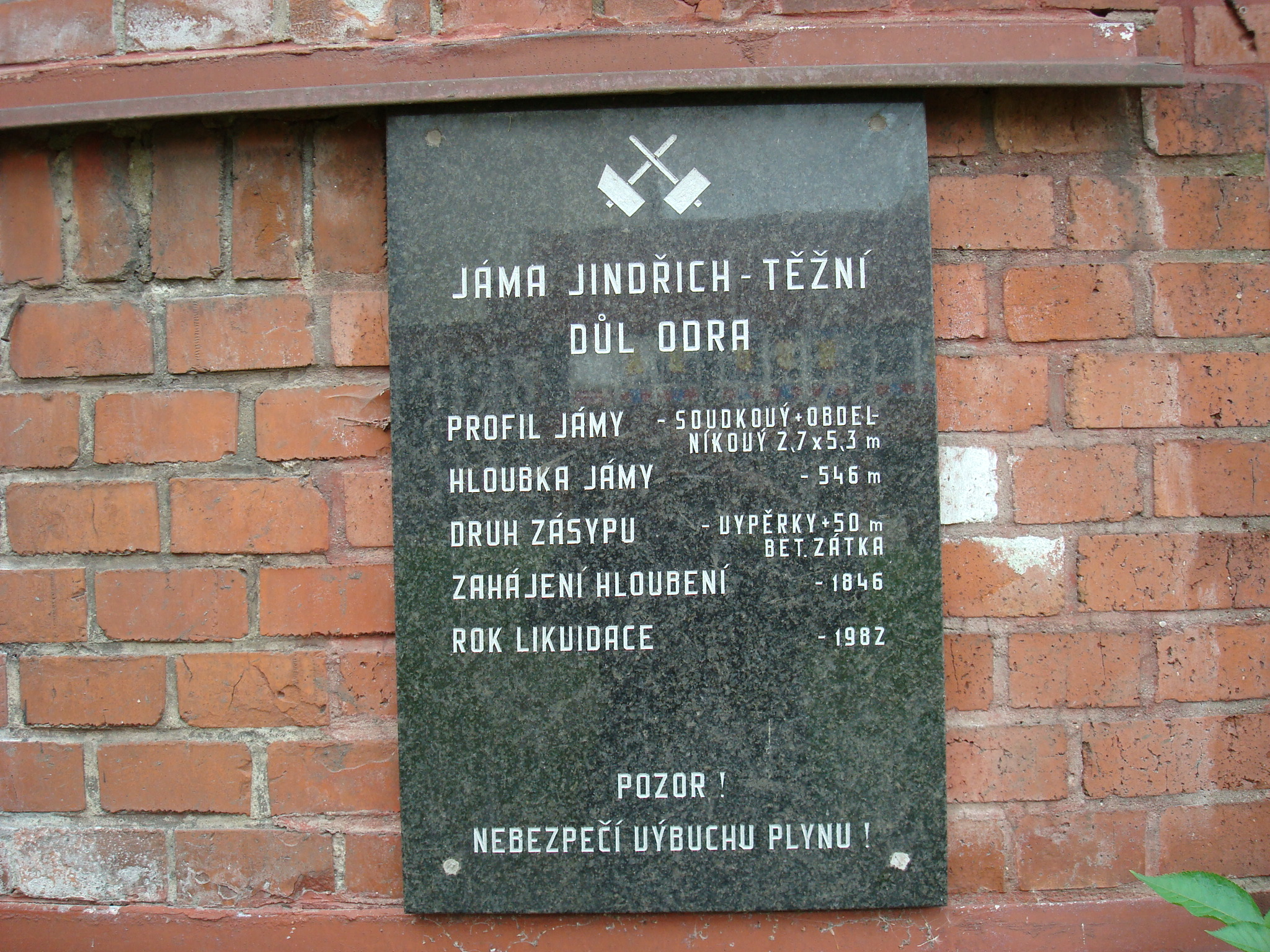
Deska s informacemi o uzavřeném dole

V roce 1856 koupila důl ve výstavbě od rakouského státu spolu s dalšími doly v revíru společnost Výhradně privilegované dráhy císaře Ferdinanda. Krátce na to byl důl přejmenován na Jindřich (Heinrich schacht), údajně na počest generálního sekretáře společnosti Heinricha (Jindřicha) Sychrovského. Roku 1859 byly na celém dole zavedeny bezpečnostní lampy.
Nový vlastník zahájil výstavbu povrchových objektů a zařízení v areálu dolu. V roce 1861 byla ukončena otvírková díla a v roce 1863 po udělení důlních měr začala pravidelná těžba uhlí. Další rekonstrukce a modernizace dolu proběhla na konci 60. let a 1. polovině 70. let 19. století. Největšími rekonstrukcemi důl Jindřich prošel v období 1913–1916, kdy bylo dosaženo konečné hloubky jam, následovala modernizace v roce 1924.
Na začátku 70. let 19. století byla ze strany dolu Jindřich zajišťována výstavba nového dolu Jiří v Moravské Ostravě.
30. března 1888 při velké povodni v Ostravě došlo k provalení vody do dolu jámou. Byla to jedna z nejtěžších havárií, která důl postihla. Zmáhání následků zatopení dolu a čerpání vody trvalo více než 2 měsíce.
V rámci koncentračních záměrů společnosti SDF byla v roce 1932 ukončena těžba vlastní jámou a důl byl přičleněn k dolu František v Přívoze. Až do roku 1960 sloužil důl Jindřich jako pomocný závod pro důl František pro potřeby větrání jižního pole, mimořádnou jízdu a dopravu materiálu do dolu. Od roku 1960 začala postupná likvidace dolu Jindřich, budovy byly předávány jiným uživatelům (např. OKD-Doprava). Pak bylo přikročeno k likvidaci jam zasypáním, které bylo ukončeno v roce 1982, přičemž spodní úsek jámy, (od staničení pod 3.patrem), v délce 330 metrů zůstal nezaložen, horní část jámového stvolu, byla založena v délce 110 metrů výpěrky frakce 0–200 mm, následovala 50 metrů mocná betonová zátka a vrchní úsek v délce 47 metrů vyplňovaly výpěrky frakce 0–80 mm. Při výstavbě hotelového domu byly budovy zbourány. Jámová budova a těžní věž zůstaly zachovány, bohužel strojovna, která s nimi tvořila logický celek, byla také zbořena.

### Současný stav
Těžní věž z příhradové ocelové nýtované konstrukce a jámová budova z režného cihlového zdiva jsou jedinými pozůstatky dolu Jindřich. Zatímco věž je, až na lomené oblouky v horním patře, utvářená s důrazem na konstrukci, jámová budova je příkladem aplikace secesního tvarosloví v trojosém průčelí se segmentovanými štíty a postranními pylony. Uhelný důl hlubinný, z toho jen věž s jámovou budovou dolu Jindřich, byl zapsán do státního seznamu památek 3. května 1958.

## Strojní a technické zařízení
V souvislosti s přestavbou kutací jámy na těžní v roce 1853 byla rekonstruována kotelna, postaven nový komín a v dalším roce (1854) byl na místo původního těžního stroje, který sloužil k hloubení jámy, osazen silnější parní vahadlový těžní stroj, parní vodotěžný stroj a ventilátor o výkonu 6 HP.
Těžní jáma byla víceúčelová, v roce 1857 dosáhla hloubky 161 m a v roce 1861 hloubky 208,9 m, čímž byla ukončena první etapa hloubení jámy.
Důl měl v první fázi výstavby podobu úhlové těžní budovy s dřevěnou pyramidální těžní věží vysokou 18,8 m a lanovnicí o průměru 4 m. V roce 1873 došlo k požáru těžní budovy a nad těžní jámou byla postavena nová pyramidální ocelová těžní věž a lanovnicemi o průměru 4,0 m, a to jako první v ostravsko-karvinském revíru. V roce 1870 byl instalován dvouválcový parní těžní stroj o výkonu 80 HP vyrobený Strojírnami knížete Salma v Blansku.
V roce 1913 byla nad těžní jámou postavena vzpěrová příhradová těžní věž, její výška od ohlubně po osy lanovnic je 36,6 m, lanovnice mají průměr 6 000 mm. Instalován byl těžní elektrický stroj pro hloubky do 800 m, vyroben v Železárnách Vítkovice, elektrickou část dodala firma Siemens-Schuckert, Vídeň. Výkon motoru byl 420 kW, bubny měly průměr 4500 mm a šířku 1250 mm, lano mělo průměr 46 mm, klec měla dvě etáže pro dva vozy na etáž vedle sebe nebo mohlo fárat dvanáct osob v etáži. Rychlost jízdy s lidmi 6 m/s, rychlost při těžbě 10 m/s.
Po ukončení provozu v roce 1979 byl elektrický těžní stroj s unikátními elektrickými brzdami převezen na Důl Jeremenko ve Vítkovicích a ve stejném roce byla zasypána větrni jáma. Zasypání těžní jámy bylo ukončeno po technických komplikacích v roce 1982.
V roce 1858 bylo v blízkosti těžní jámy zahájeno hloubení větrní jámy, které bylo ukončeno v roce 1864 v hloubce 210 m. Po ukončení hloubení větrní jámy se v dole začaly používat větrní pece, které byly postaveny na 2. patře u větrní jámy. Původní malý ventilátor o výkonu 6 HP byl odstaven.
V roce 1870 byl u větrní jámy postaven nový ventilátor soustavy Rittinger s parním pohonem o výkonu 25 HP, vyrobený Strojírnami knížete Salma v Blansku, větrní pece byly ponechány v záloze.
Další ventilátor ventilátor soustavy Guibal vyrobený Strojírnou knížete Salmav v Blansku s původním parním pohonem byl instalován roku 1893.
V roce 1913 byla nad větrní jámou postavena nová jámová budova, která byla vybavena v letech 1915 a 1916 elektrickými ventilátory Guibal a Capell dodané firmou Breitfeld-Daněk, Slaný s elektrickými motory Brown-Boveri, Vídeň. Elektrický motor pro ventilátor Guibal měl výkon 74 kW a byl v záloze, pro Capell měl výkon 92 kW.
Větrní jáma měla v roce 1928 ležatý dvojčitý parní stroj z roku 1907 pro hloubku 600 m, který vyrobila firma Bromovský, Schulz & Sohr, Hradec Králové. Těžní bubny měly průměr 2900 mm a šířku 1000 mm, lano o průměru 29 mm, těžní klec měla dvě etáže pro jeden vůz na etáž nebo šest osob na etáž, rychlost jízdy 5 m/s s lidmi a 10 m/s pro těžbu, výška věže byla 24,3 m od ohlubně po střed lanovnic, průměr lanovnice 2900 mm. Věž byla vyrobená Strojírnami knížete Salma, Blansko.
Na dole byl v provozu pístový kompresor s výkonem 6 600 m3/h s elektrickým motorem o výkonu 544 kW.
Čerpání důlní vody zajišťovalo šest čerpadel. Na 3. patře z hloubky 200 m čerpalo třípístové čerpadlo důlní vodu na povrch, čerpadlo z roku 1906 dodala firma Bromovský, Schulz & Sohr, Hradec Králové, výkon 500 l/ min. vody, výkon elektromotoru 35 HP. Na 7. patře byla dvě stejná třípístová čerpadla z roku 1906 a 1919, která čerpala důlní vodu z hloubky 452 m na povrch, čerpadla dodala firma Bromovský, Schulz & Sohr, Hradec Králové. Výkon čerpadla byl 1000 l vody za minutu, výkon elektromotoru 130 HP. Na 8. patře byla 2 stejná 7stupňová odstředivá čerpadla z roku 1921, která čerpala důlní vodu z hloubky 528 m na 7. patro. Čerpadla dodala Strojírna Andritz, výkon 500 l/min., výkon elektromotoru 258 HP. Dále na 8. patře bylo jedno dvoupístové čerpadlo z 1917, které čerpalo důlní vodu z hloubky 528 m na 7. patro, čerpadlo dodala firma Weise & Monski, Halle nad Sálou, výkon 500 l/min., pohon stlačeným vzduchem.
V období 1856–1857 byla na dole Jindřich postavena jednoduchá tz. splávková úpravna uhlí.
Kotelna měla plošný výměr 520 m2, byly v í 3 kotle typu Cornwall s otopnou plochou 286,5 m2, komín byl vysoký 50 m, průměr v horní části 1,5 m, jako palivo bylo vytěžené uhlí.
Pro horizontální dopravu v dole bylo v roce 1869 na těžní patro spuštěno prvních osm koníků. Za 6 let bylo v dole už 17 km tratí pro koňský provoz. V roce 1910 byly zavedeny důlní lokomotivy a důlní koně vyfárali na povrch.
V roce 1928 byly 4 benzínové lokomotivy Deutz o výkonu 16 HP, jedna důlní lanová dráha 360 m dlouhá s pojezdným vrátkem a pět koní.
Vlečka dolu měla délku 1,212 km a odbočovala z Báňské dráhy v km 0,974.

## Těžba uhlí
První vytěžené uhlí bylo získané z ražeb otvírkových děl. V závěru roku 1855 to činilo cca 10 tun. Šlo jen o symbolickou těžbu. V následujícím roce 1856 bylo vytěženo 1580 t. Pravidelná těžba byla zahájena v roce 1863. Dobývaly se sloje hrušovských vrstev ostravského souvrství, pilířováním se základkou nebo na zával, ve slojích 50–100 cm (sloj Štěpánka i přes 300 cm), v úklonu 0–90 °. Důl byl činný v období 1848–1982, těžba vlastní jámou byla v letech 1861–1932 s roční těžbou ve 20. století 91,5–126,4 tisíc tun. Uhlí se těžilo z hloubky cca 550 m.

## Údaje o dolu Jindřich (Moravská Ostrava).
| Název           | Druh jámy     | Založení | hloubka jámy [m] | těžba        | vytěženo  | likvidace | dobývací pole [ha] | poznámka |
| --------------- | ------------- | -------- | ---------------- | ------------ | --------- | --------- | ------------------ | -------- |
| Jindřich těžní  | kutací, těžní | 1846     | 546,2            | 1861 až 1932 | 8 miliónů | 1982      | 304                |          |
| Jindřich větrní | větrní        | 1858     | 468,0            |              |           | 1979      |                    |          |

## Koksovna
V blízkosti dolu Jindřich v prostoru dnešní základní školy na Ostrčilově ulici, byly postaveny koksové plamenné baterie. Koksovna byla rozšířena v letech 1894–1898. Výstavbou nové koksovny na dole František v Přívoze byla tato v roce 1911 zastavena a úplně zrušena v roce 1912.

## Briketárna
V blízkosti koksovny byla v roce 1864 jako první v revíru OKR postavena továrna na výrobu briket – briketárna. 2 lisy typu Middleton-Détombay s výkonem pět tun za hodinu vyráběly cihlové, později kulovité brikety, o váze čtyři kilogramy. Brikety byly vyráběny z prachového uhlí nejen dolu Jindřich, ale i z okolních dolů. Veškeré vyrobené brikety byly určeny pro výtopny SDF. Stroje byly poháněny ležatým parním strojem s výkonem 12 HP. Briketárna vyhořela v roce 1898 (když se stavěla nová). Nová briketárna měla jeden lis, od roku 1906 dva lisy systému Couffinhal na výrobu pěti kilogramových briket s výkonem 10 t/hod. a byla v provozu až do roku 1910, kdy SDF postavila koksovnu František v Přívoze. Nová koksovna spotřebovala veškeré drobné uhlí.

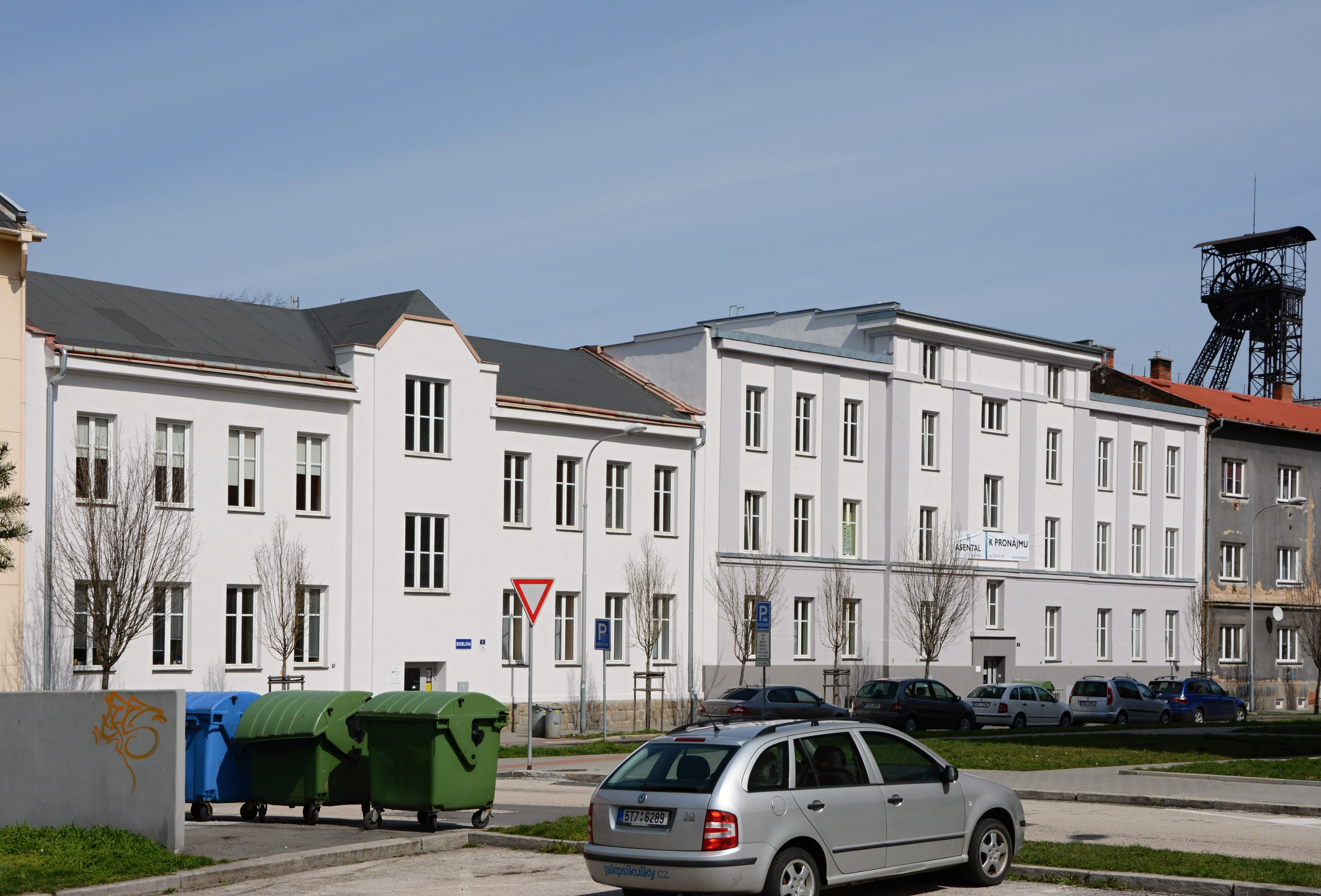
Zachované domy pro ubytování horníků na Bieblově ulici č. 8 a 6

## Ubytování
Pro ubytování havířů společnost SDF postavila Jindřišškou kolonii nebo také Kolonie jámy Jindřich (německy Hienrichsschachtkolonie) či Jindřichova kolonie. Stála západně od dolu Jindřich a předěl tvořila Nádražní ulice (Bahnhofstrasse). Založena byla pravděpodobně v roce 1862. Bylo postaveno 47 domů, ty stály i v koloniích Jiřská a kolonii U Dubu. Demolice domů začala v letech 1940–1942. V roce 1957 byl zpracován projekt výstavby sídliště Jindřiška a přízemní domky se zahrádkou nahradila paneláková výstavba. Zachovaly se dva domy v Bieblově ulici č. 6 a 8.
K dolu Jindřich patřila také kolonie U Dubu postavená v letech 1868–1869. Demolice kolonie proběhla v roce 1938.